# Джиммі Карсон
Джи́ммі Ка́рсон (англ. Jimmy Carson, повне ім'я Джеймс Чарлз Ка́рсон англ. James Charles Carson, справжнє прізвище англ. Kyriazopoulos, Кіріязо́пулос; народився 20 липня 1968, Саутфілд, Мічиган, США) — грекоамериканський професіональний хокеїст. Провів 13 сезонів в Національній хокейній лізі. Розпочав свою хокейну кар'єру, як найперспективніший новачок ліги, але в силу різноманітних обставин, так й не розкрився в дуже значного хокеїста, але після відходу з професійного хокею, він почав нову, й доволі успішну, кар'єру фінансового консультанта.

## Дитинство
Джеймс Чарлз Карсон народився в 50-ти тисячному передмісті Детройта Саутфілд в американсько-грецькій сім'ї, члени якої працювали в Детройті й жили в американському містечку середнього класу — дід Джеймса емігрував до Америки з Греції й поміняв своє прізвище Кіріязопулос на Карсон. Вже з дитинства Джеймс проявляв неабиякі спортивні здібності, але як й більшість детройтських малюків мріяв про бейсбол та хокей. Саме до хокейної муніципальної арени — «Громадський центр» ходив в дитинстві Джеймс Чарлз Карсон, а викладали хокейну майстерність йому відомі гравці «червоних крил». А в свої 15 років вперше дебютував в серйозному хокеї, розпочавши свою хокейну кар'єру в Юніорській лізі Мічигану в команді «Детройт Кампавері», він став лідером клубу — закинувши 85 шайб та здобувши 160 очок в 65 іграх.
В роки юності Джеймса відбувалася друга хвиля хокейного буму в Америці, чергові й часті розширення хокейних ліг (від НХЛ до провінційних) значне висвітлення в ЗМІ та телебаченні сприяли появі великої кількості спонсорів. Тому команди почали залучати до своїх лав й молодих юнаків, навіть оплачуючи серйозні комісійні за них менеджерам та клубам. Серед провінційних ліг найпопулярнішими бул ліги канадські, яки отримували серйозне фінансування та сприяння від спонсорів та засновників й не мали такої суттєвої конкуренції зі сторони баскетболу, американського футболу чи бейсболу. Найпрестижнішою лігою була Хокейна ліга Квебеку (QMJHL) — адже найпопулярніший вид спорту франкомовної провінції був хокей, тому скаути тамтешніх клубів вишуковували здібних гравців з різних хокейних шкіл Америки, які пізніше ставали, зчаста, відомими викоавцями в вищих лігах — НХЛ чи АХЛ.
Такимм відкриттям для команди Вердун Джуніор Канадіенс став Джеймс Чарлз Карсон, якого одноклубники нарекли — «Джиммі», граючи в містечку Вердун, тепер уже передмісті Монреалю, він зразу привернув до себе увагу багатьох фахівців. Адже юнак уже в першому своєму сезоні став переможцем ліги й з 46 закинутими шайбами був в числі лідерів та бомбардирів команди й здобув премію Мішеля Бержерона, як найкращий новачок ліги. Того ж року він був виставлений на драфт, а в наступному сезоні він уже був на верхівці драфту. Адже сезон 1985—1986 року він провів ще успішніше, забивши в 69 іграх 70 шайб й заробивши 153 очка, тому саме він й здобув Майк Боссі Трофі за найбільший професійний ріст та пам'ятну відзнаку Франка Сілке як найсамовідданіший гравець ліги. Про молоду зірку заговорили всі скаути НХЛ, тому й керівництво Лос-Анджелес Кінгс без вагань викупили цього перспективного 19-и річного хокеїста.

## Переходи
- 9 серпня 1988 року: проданий в Едмонтон з Лос-Анджелеса, разом з Мартіном Желіна. За виручені кошти «королі» викупили в «нафтовиків» Вейна Ґрецкі, Майка Крушельницьки і Марті Мак-Сорлі
- 2 листопада 1989 року: проданий до Детройту з Едмонтона разом з Кевіном МакКлелландом і правом вибору в 5 крузі драфту 1989 року.
- 29 січня 1993 року: обміняний до Лос-Анджелеса з Детройту, разом з Марком Потвіном і Гарі Шучуком на взамін Поля Коффі, Сільвена Кутюр'є і Джима Гіллера.
- 8 січня 1994 року: проданий до Ванкувер з Лос-Анджелесу заради Діксона Уорда.
- 5 липня 1994 року: як вільний агент, законтрактований, в Гартфорд Вейлерс.

## Клубні виступи
| Сезон       | Клуб                     | Ліга        | Регулярний сезон | Регулярний сезон | Регулярний сезон | Регулярний сезон | Регулярний сезон | Плей-оф | Плей-оф | Плей-оф | Плей-оф | Плей-оф |
| Сезон       | Клуб                     | Ліга        | І                | Г                | П                | О                | ШХ               | І       | Г       | П       | О       | ШХ      |
| ----------- | ------------------------ | ----------- | ---------------- | ---------------- | ---------------- | ---------------- | ---------------- | ------- | ------- | ------- | ------- | ------- |
| 1984–85     | Вердун Джуніор Канадіенс | QMJHL       | 68               | 44               | 72               | 116              | 16               | 14      | 9       | 17      | 26      | 12      |
| 1985–86     | Вердун Джуніор Канадіенс | QMJHL       | 69               | 70               | 83               | 153              | 46               | 5       | 2       | 6       | 8       | 0       |
| 1986–87     | Лос-Анджелес Кінгс       | НХЛ         | 80               | 37               | 42               | 79               | 22               | 5       | 1       | 2       | 3       | 6       |
| 1987–88     | Лос-Анджелес Кінгс       | НХЛ         | 80               | 55               | 52               | 107              | 45               | 5       | 5       | 3       | 8       | 4       |
| 1988–89     | Едмонтон Ойлерс          | НХЛ         | 80               | 49               | 51               | 100              | 36               | 7       | 2       | 1       | 3       | 6       |
| 1989–90     | Едмонтон Ойлерс          | НХЛ         | 4                | 1                | 2                | 3                | 0                | —       | —       | —       | —       | —       |
| 1989–90     | Детройт Ред-Вінгс        | НХЛ         | 44               | 20               | 16               | 36               | 8                | —       | —       | —       | —       | —       |
| 1990–91     | Детройт Ред-Вінгс        | НХЛ         | 64               | 21               | 25               | 46               | 28               | 7       | 2       | 1       | 3       | 4       |
| 1991–92     | Детройт Ред-Вінгс        | НХЛ         | 80               | 34               | 35               | 69               | 30               | 11      | 2       | 3       | 5       | 0       |
| 1992–93     | Детройт Ред-Вінгс        | НХЛ         | 52               | 25               | 26               | 51               | 18               | —       | —       | —       | —       | —       |
| 1992–93     | Лос-Анджелес Кінгс       | НХЛ         | 34               | 10               | 12               | 22               | 14               | 18      | 5       | 4       | 9       | 2       |
| 1993–94     | Лос-Анджелес Кінгс       | НХЛ         | 25               | 4                | 7                | 11               | 2                | —       | —       | —       | —       | —       |
| 1993–94     | Ванкувер Канакс          | НХЛ         | 34               | 10               | 7                | 17               | 22               | 2       | 0       | 1       | 1       | 0       |
| 1994–95     | Гартфорд Вейлерс         | НХЛ         | 38               | 9                | 10               | 19               | 29               | —       | —       | —       | —       | —       |
| 1995–96     | Лозанна                  | НЛА         | 13               | 3                | 4                | 7                | 11               | —       | —       | —       | —       | —       |
| 1995–96     | Гартфорд Вейлерс         | НХЛ         | 11               | 1                | 0                | 1                | 0                | —       | —       | —       | —       | —       |
| 1996–97     | Детройт Вайперс          | ІХЛ         | 18               | 7                | 16               | 23               | 4                | 13      | 4       | 6       | 10      | 12      |
| 1997–98     | Детройт Вайперс          | ІХЛ         | 49               | 10               | 28               | 38               | 34               | 9       | 3       | 4       | 7       | 6       |
| НХЛ загалом | НХЛ загалом              | НХЛ загалом | 626              | 275              | 286              | 561              | 254              | 55      | 17      | 15      | 32      | 22      |

## Нагороди й досягнення
- Визнаний Новачком року (ліги QMJHL), отримавши пам'ятну відзнаку Мішеля Бержерона в 1984-85 роках.
- Призваний до «Команди всіх зірок QMJHL» (друга команда) в сезоні 1985-86 років.
- Здобув Майк Боссі Трофі за найбільший професійний ріст (ліги QMJHL) в сезоні 1985-86 років.
- Здобув пам'ятну відзнаку Франка Сілке, як найсамовідданіший гравець (ліги QMJHL) в сезоні 1985-86 років.
- Учасник матчу усіх зірок НХЛ в сезоні 1988-89 років, а також визнаний «NHL All-Rookie Team» 1987 року.